# Kurt Jooss
Kurt Jooss (Wasseralfingen, 12 gennaio 1901 – Heilbronn, 22 maggio 1979) è stato un ballerino e coreografo tedesco.
È riuscito, grazie ai suoi studi e alla sua passione per la danza, a creare un insieme tra la danza accademica e quella libera con opere intriganti e coinvolgenti.

## Biografia
Studiò musica, recitazione, danza libera con Rudolf Laban e danza classica.
Cofondatore nel 1927 della Folkwang Hochschule di Essen, diresse il dipartimento di danza assieme a Sigurd Leeder. In seno a questa scuola creò alcune delle sue migliori opere coreografiche, tra cui:
- Pavane pour une infante défunte (1929).
- Gaukelei (1930), versione personale dell'omonima coreografia creata da Rudolf Laban nel 1923.
- Der grüne Tisch (Il Tavolo verde, 1932), considerato il suo capolavoro, è una coreografia drammatica che unisce elementi della danza accademica all'aspetto teatrale di quella libera.

Fece parte della Tanzbühne Laban (Scena di danza Laban) fondata da Rudolf Laban a Stoccarda e lavorò con Eleo Pomare. 
Invitato dai nazisti a licenziare i collaboratori ebrei dalla sua compagnia, Jooss scelse l'esilio e lasciò la Germania. Iniziò una serie di tounées con la sua compagnia "Ballets Jooss", dopo le quali si trasferì in Inghilterra, a Dartington Hall, dove aprì la scuola Jooss-Leeder.
Tornato in Germania nel 1949, rilanciò il dipartimento di teatro e danza della Folkwang Schule. Viaggiò in Germania e in tutta Europa, fino al ritiro dalle scene, per travasare il suo sapere e le sue coreografie nelle più importanti compagnie di danza.
Alla Folkwang Schule di Essen, sotto l’insegnamento di Jooss, si sono formate le maggiori esponenti del Tanztheater (Teatrodanza): Reinhild Hoffmann, Susanne Linke e Pina Bausch.